# Строп

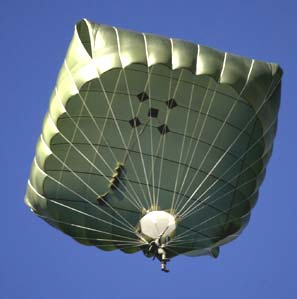
Американський парашут T-11 на стадії зниження. Чітко помітні стропи, що з'єднають підвісну систему парашута з куполом. 14 грудня 2012

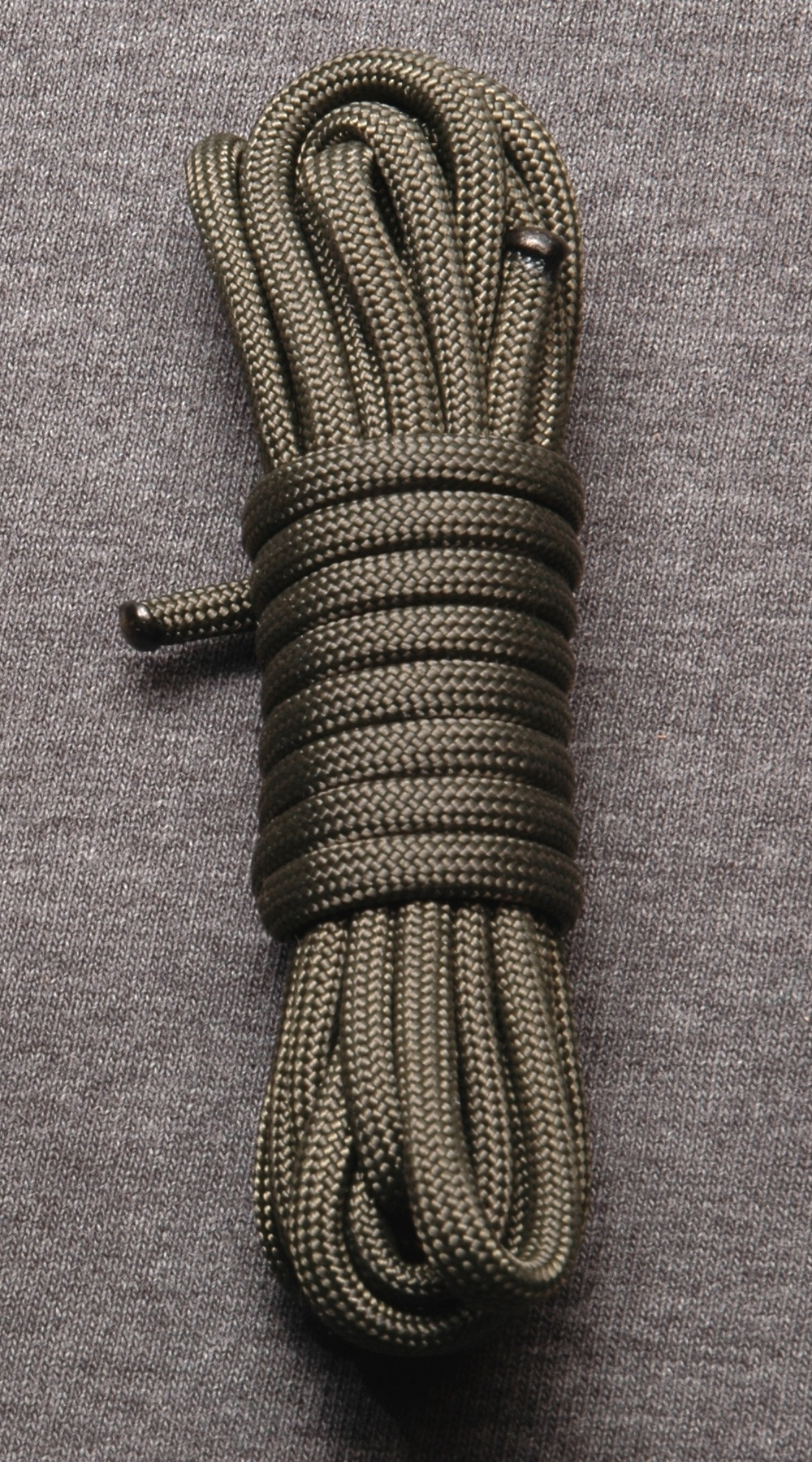
Строп A 10. США

Строп, штроп (нім. вимова) (від англ. strop — «ремінь» або нід. strop — «петля») — мотузка для тяги або підйому; мотузок, канат або металевий трос, який застосовується для підвішування вантажу до підйомного крана, гондоли — до дирижабля або аеростата, а також людини до парашута.

## Стропи парашута
Стропи парашута — це мотузки з міцного матеріалу (мікролан, дакрон), що з'єднують нижню кромку купола парашута з вільними кінцями підвісної системи. Всього в парашуті чотири ряди стропів (A, B, C, D). Управління парашутом здійснюється за допомогою клевант, від яких відходять два стропи управління, які розгалужуються на 4 стропи, й кріпляться до заднього ряду D.
У парашута Д-6 — 30 стропів з капронового шнура ШКП-150. На кінця одної підвісної системи № 1 і № 3 кріпиться по вісім стропів, а на кінці підвісної системи № 2 і 4 — по сім стропів.
У парашута Д-5 — 28 стропів.
У парашута Д-1-5У — 28 стропів.
Стропи парашута, не дивлячись на свою малу товщину, дуже міцні і витримують багаторазові навантаження.

## Підіймальна техніка

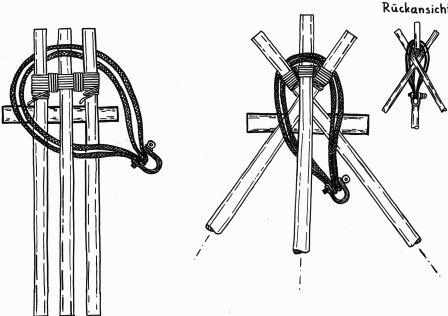
Строп — приклади застосування.

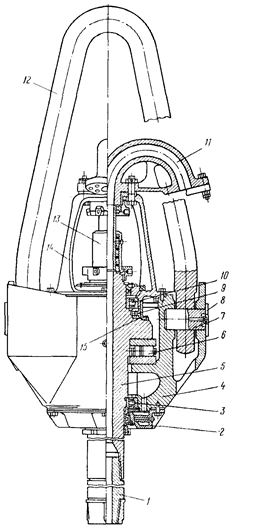
Строп у системі вертлюга УВ-250: 1 — перехідник; 2 — нижня кришка вертлюга; 3, 10 — радіальні роликові підшипники; 4 — корпус; 5 — стовбур; 6, 9 — упорні підшипники; 7 — палець; 8 — стопорна планка; 11 — відведення; 12 — строп; 13 — проміжний пристрій; 14 — верхня кришка вертлюга; 15 — стакан стовбура.

Строп — петля овальної витягнутої форми із суцільнотягнутої сталі високої якості, яка призначена для підвішування вантажу на підіймальному гаку або на гакоблоку. На кінці може мати гак, скобу, кільце і т. ін. Стропом можуть також називати міцний канат, трос взагалі.
Стропи (Штропи) бурильні двострунні типу ШБД призначені для підвішування елеваторів до гаків бурових установок при проведенні спускопідіймальних операцій в процесі буріння нафтових і газових свердловин. Штропи складаються з несучого кільця витягнутої форми і рукояті (для зручності в експлуатації). Застосовуються попарно.
Існує автостроп — автоматично діючий вантажозахват, використовується для зачалювання і розчалювання вантажів у важкодоступних місцях, для захоплення контейнерів, стосів і т. ін.
Стропами також називають елементи аеростатів і парашутів. До строп також відносять матерчаті стрічки на рюкзаках, призначені для регулювання об'єму і розподілу навантаження на лямки.

## Морська справа
На суднах строп — тросове кільце, шматок дротяного або прядив'яного троса, корінний і ходовий кінці якого сплеснені або зв'язані разом. Використовується для обв'язування блоків (остроплення), підйому вантажів.

## Відео
- Текстильные стропы СТП. Испытание строп на прочность. [Архівовано 11 січня 2020 у Wayback Machine.]